# Stora Ötjärnen, Halland
Stora Ötjärnen är en sjö i Mölndals kommun i Halland och ingår i Kungsbackaåns huvudavrinningsområde.